# TSV 하노버부르크도르프
TSV 하노버부르크도르프(독일어: TSV Hannover-Burgdorf)는 독일 니더작센주 하노버를 연고로 하는 핸드볼팀이다. 현재 핸드볼 분데스리가 소속이며 1922년에 창립된 팀이다.